# Trận bán đảo Kerch (1942)
Trận bán đảo Kerch (1942) là tổ hợp ba chiến dịch quân sự lớn của Hồng Quân Liên Xô chống lại quân đội Đức Quốc xã và quân chư hầu România tại bán đảo Kerch từ 26 tháng 12 năm 1941 đến 18 tháng 5 năm 1942. Đây là một trận chiến lớn trong chiến tranh Xô-Đức với mục tiêu giành quyền kiểm soát bán đảo Kerch, có ảnh hưởng lớn đến trận chiến đang diễn ra tại Sevastopol, một hải cảng có ý nghĩa lớn đối với Hạm đội Biển Đen (Liên Xô) cũng như đối với hải quân Đức và các đồng minh của họ. Chiếm được Kerch, quân đội Liên Xô có thể hỗ trợ cho cuộc phòng thủ ở Krym và buộc Tập đoàn quân 11 (Đức) phải chiến đấu trên hai hướng đối diện. Đối với quân đội Đức Quốc xã, việc đánh chiếm bán đảo Kerch không chỉ loại bỏ mối đe dọa từ phía sau lưng các quân đoàn Đức đang chiến đấu trước cửa ngõ Sevastopol mà còn tạo một đầu cầu để đổ bộ sang Taman, phối hợp với Tập đoàn quân A (Đức) tiến vào Bắc Kavkaz.
Diễn biến chiến dịch gồm 3 giai đoạn:
- Giai đoạn 1 (từ 26 tháng 12 năm 1941 đến 3 tháng 1 năm 1942): Phương diện quân Ngoại Kavkaz (từ 30 tháng 12 năm 1941 đổi tên thành Phương diện quân Kavkaz) điều 7 sư đoàn bộ binh đổ bộ thành công lên bán đảo Kerch, củng cố căn cứ đầu cầu tại mũi Khrony, Mayak, Kizaulsky và phát triển tấn công về Tulumchak, Feodosia. Quân đội Đức Quốc xã phải bỏ bán đảo Kerch rút về Simferopol.
- Giai đoạn 2 (từ tháng 1 đến tháng 4 năm 1942): Phương diện quân Kavkaz tiếp tục củng cố phòng ngự tích cực tại bán đảo Kerch và tiếp tục đổ bộ 3 tập đoàn quân (21 sư đoàn) lên bán đảo qua các cảng Kerch và Feodosya. Ngày 28 tháng 1 năm 1942, Phương diện quân Krym được thành lập trên cơ sở một phần Phương diện quân Kavkaz vừa giải thể, vẫn tiếp tục các nhiệm vụ cũ. Hồng quân Liên Xô tổ chức ba cuộc tấn công lên phía Tây bán đảo Kerch, bao vây 2 sư đoàn Đức ở Ak Monai (kamyanske). Đến ngày 2 tháng 1 đã tiến đến tuyến Koktebel, Karagoz (Pervomaiske), Novo Pokrovka, Kyet, chiếm toàn bộ bán đảo Kerch. Từ 22 tháng 3 đến 7 tháng 5, Quân đội Liên Xô tổ chức nhiều cuộc tấn công sang phía Tây nhưng không thành công. Tập đoàn quân 11 (Đức) được tăng viện 1 sư đoàn bộ binh Đức, 2 sư đoàn bộ binh Romania, Sư đoàn xe tăng 22 và Lữ đoàn cơ giới Groddek đã chặn đứng các cuộc tấn công của quân đội Liên Xô trên phòng tuyến.
- Giai đoạn 3 (từ 8 tháng 5 đến 18 tháng 5 năm 1942): Tập đoàn quân 11 (Đức) sử dụng 7 sư đoàn Đức, 2 sư đoàn Romania, 1 sư đoàn và 1 lữ đoàn xe tăng tổ chức phản công. Do tổ chức phòng thủ yếu kém và bất hòa trong Bộ chỉ huy Phương diện quân Krym, Quân đội Liên Xô thất bại nặng nề, phải rút bỏ toàn bộ bán đảo Kerch. Chỉ còn lại hơn 130.000 quân, trong đó có hơn 45.000 thương binh thoát sang bán đảo Taman. Phương diện quân Krym bị giải thể.[3]

Chiếm lại được bán đảo Kerch, Tập đoàn quân 11 (Đức) có điều kiện dồn quân chủ lực sang phía Tây công kích và đánh chiếm quân cảng Sevastopol trong thời gian hơn một tháng sau đó.

## Bối cảnh
Trong tiến trình Chiến dịch Barbarossa, cuối tháng 9, đầu tháng 10 năm 1941, Tập đoàn quân 11 (Đức) đã tràn qua eo đất Perekop, đánh chiếm hầu hết bán đảo Krym, buộc cánh Nam của Phương diện quân Nam (Liên Xô) phải rút sang bán đảo Taman và vây hãm Cụm tác chiến ven biển của quân đội Liên Xô tại Sevastopol.
Tháng 12 năm 1941, Quân đội Liên Xô tổ chức chiến dịch phản công chiến lược ở Moskva, đẩy lùi quân Đức khỏi cửa ngõ thủ đô và tiếp tục tấn công trong suốt mùa đông 1941-1942. Các chiến dịch phản công quy mô khu vực mặt trận được tổ chức thành công ở Tikhvin, Briansk và Rostov. Đại Bản doanh Bộ Tổng tư lệnh tối cao Liên Xô ra chỉ lệnh cho Phương diện quân Bắc Kavkaz và Hạm đội Biển Đen cần lợi dụng cơ hội quân Đức vừa bại trận ở cửa ngõ Moskva để tổ chức một chiến dịch đổ bộ đường biển nhằm thu hồi bán đảo Kerch và tấn công vào sau lưng Tập đoàn quân 11 (Đức), giải vây cho Cụm tác chiến ven biển của Liên Xô đang bị quân Đức vây hãm tại Sevastopol.
Chiến dịch được tổ chức trong khi các lực lượng dự bị của quân đội Liên Xô còn mỏng, Tập đoàn quân 47 vừa rút từ Iran và Tập đoàn quân 44 được rút từ biên giới Liên Xô-Thổ Nhĩ Kỳ về có cơ cấu chỉ gồm các sư đoàn bộ binh nhẹ thiếu pháo binh và các phương tiện đột kích như xe tăng, cơ giới. Mặc dù Đại bản doanh Liên Xô đã rút nhiều vũ khí phương tiện từ Quân khu Trung Á để tăng cường cho Phương diện quân Bắc Kavkaz nhưng các đơn vị của Phương diện quân vẫn còn trong tình trạng dưới mức chuẩn trang bị sẵn sàng chiến đấu.
Mặc dù bị đánh lui trước cửa ngõ Moskva nhưng bước sang xuân - hè năm 1942, nước Đức Quốc xã còn rất nhiều tiềm năng dự trữ về nhân lực, vũ khí và kinh tế để huy động sang mặt trận phía Đông. Trong đó, quân đội Romania bắt đầu tham chiến với quy mô tập đoàn quân bên cạnh quân đội Đức Quốc xã. Quân đội Đức Quốc xã mới chỉ bị chặn lại và tạm thời mất quyền chủ động chiến lược và vẫn còn nhiều lực lượng dự bị mạnh để tổ chức tấn công.
Chiến dịch diễn ra trong điều kiện thời tiết mùa đông bất lợi. Trên biển có bão to, sóng lớn, gió đổi hướng thất thường. Các tàu thuyền nhỏ thường bị sóng lật chìm và gặp rất nhiều khó khăn khi cập bờ ở các vị trí bất lợi như sườn núi hoặc bãi lầy ven biển dưới mưa bão và hoả lực pháo bờ biển của đối phương.

## Binh lực và kế hoạch

### Quân đội Liên Xô

#### Binh lực
Phương diện quân Bắc Kavkaz do Trung tướng Dmitri Timpfeyevich Kozlov chỉ huy, là chủ công của chiến dịch, sử dụng 2 Tập đoàn quân ở thê đội 1 và 1 tập đoàn quân ở thê đội 2 cùng các đơn vị tăng cường, chia làm nhiều đợt đổ bộ lên bán đảo Kerch và tấn công về phía Tây. Thành phần gồm có:
- Tập đoàn quân 44 do các trung tướng A. N. Pervushin (đến 15 tháng 1 năm 1942), I. F. Dashichev (đến 21 tháng 1 năm 1942) và trung tướng S. I. Chernyak lần lượt chỉ huy. Biên chế gồm có:
  - Bộ binh: Các sư đoàn bộ binh nhẹ 157, 236, 396, 404.
  - Bộ binh sơn chiến: Các sư đoàn 9
  - Thiết giáp: Lữ đoàn xe tăng 63
  - Hải quân đánh bộ (tăng cường từ Hạm đội Biển Đen): Lữ đoàn 74, các tiểu đoàn 1, 2 của Lữ đoàn 9
  - Pháo binh: 2 trung đoàn
- Tập đoàn quân 51 do tướng V. N. Lvov chỉ huy, biến chế gồm có:
  - Quân đoàn bộ binh 9 gồm các sư đoàn bộ binh 109, 156, 279 và Lữ đoàn bộ binh nhẹ 12
  - Các sư đoàn bộ binh độc lập: 172, 184, 271, 320, 321.
  - Hải quân đánh bộ: Lữ đoàn 83
  - Kỵ binh: Các sư đoàn 40, 42, 48
  - Pháo binh: 3 trung đoàn
- Tập đoàn quân 47 do các tướng K. F. Baronov, S. I. Chernyak và K. S. Kolganov lần lượt chỉ huy. Biên chế gồm có:
  - Bộ binh: các sư đoàn 224, 302, 345, 390
  - Bộ binh sơn chiến: các sư đoàn 6, 96
  - Thiết giáp: Sư đoàn xe tăng 54.
  - Pháo binh: Các trung đoàn 116, 456.
- Lực lượng dự bị của Phương diện quân: Các sư đoàn bộ binh 156, 398, 400 và Sư đoàn kỵ binh 72.

Hạm đội Biển Đen do Phó đô đốc F. S. Oktyabrsky chỉ huy,
- Lực lượng tàu nổi: 2 tàu tuần dương, 6 tàu khu trục, 62 pháo hạm, 38 tàu phóng ngư lôi, 130 tàu vận tải, 200 tàu đánh cá.
- Tàu ngầm: 12 tàu ngầm lớp U

Phân hạm đội Azov do Chuẩn đô đốc S. G. Gorskov chỉ huy, huy động 16 pháo hạm, 14 tàu phóng lôi 40 tàu vận tải, 50 tàu đánh cá.
Tập đoàn quân không quân 4 có 450 máy bay
Không quân hạm đội Biển Đen có 200 máy bay

#### Kế hoạch
Tháng 12 năm 1941, Đại bản doanh Bộ Tổng tư lệnh quân đội Liên Xô nhận thấy cần mở một hướng tấn công mới ở Krym để giảm bớt áp lực cho Cụm tác chiến ven biển tại Sevastopol. Đồng thời, vị trí này còn có tác dụng như một bàn đạp chuẩn bị cho các trận phản công mùa xuân năm 1942 tại khu vực Krym, loại bỏ nguy cơ đe dọa hướng Bắc Kavkaz từ đường biển, ngăn cản quân đội Đức Quốc xã lọt vào Taman bằng con đường vượt qua eo biển Kerch.
Kế hoạch ban đầu dự kiến đổ bộ 2 tập đoàn quân lên mũi Kerch từ hướng eo biển Kerch và hướng biển Azov. Tập đoàn quân thứ ba đổ bộ lên Feodosya, chỗ hẹp nhất của bán đảo Kerch nối với bán đảo Krym, chia cắt, bao vây và tiêu diệt Quân đoàn bộ binh 42 (Đức) đang đóng tại phía Tây bán đảo Kerch. Mũi tấn công chủ yếu do các Tập đoàn quân 44 và 51 thực hiện. Mũi tấn công trực diện do Sư đoàn bộ binh 320 tiến hành đổ quân lên Kamysh Bugun và Eltigen, thu hút quân Đức về hướng này. Mũi tấn công thứ hai do chủ lực Tập đoàn quân 51 (các sư đoàn bộ binh 224, 398 và Lữ đoàn sơn chiến 12) thực hiện đổ quân lên các vị trí Ossoviny, mũi Khronya, mũi Tarkham và mũi Zyuk, phía bắc thành phố Kerch, đánh vào sau lưng cánh quân Đức đang đối phó với mũi tấn công trực diện tại khu vực Kamysh Bugun. Trong khi Quân đoàn 42 (Đức) đang bận đối phó ở phía Tây Kerch thì chủ lực Tập đoàn quân 44 (các sư đoàn bộ binh 157, 236 và Lữ đoàn xe tăng 63) đổ bộ lên Feodosya và nhanh chóng phát triển lên phía Bắc, cắt rời Quân đoàn 42 (Đức) khỏi chủ lực Tập đoàn quân 11 và bao vây, tiêu diệt.
Hải quân Hạm đội Biển Đen được phân công phối hợp thực hiện các cuộc tấn công đổ bộ ở phía Tây và phía Nam. Trong đó, căn cứ hải quân Novorossyisk dành phần lớn lực lượng phối hợp với Tập đoàn quân 44 trên hướng Feodosya, một phần lực lượng hỗ trợ cho căn cứ Taman trên hướng Tây. Căn cứ hải quân Anapa phối hợp với Novorossyisk trên hướng Feodosya. Căn cứ Taman chủ yếu phối hợp với Sư đoàn bộ binh 302. Phân hạm đội Azov với căn cứ Temryuk và một bến tàu nhỏ ở Kuchugury phối hợp với Tập đoàn quân 51 đổ quân lên phía Bắc Kerch.
Giai đoạn hai của kế hoạch sẽ tùy theo kết quả của giai đoạn 1 để triển khai. Khái quát kế hoạch ở giai đoạn 2 dự kiến tổ chức các cuộc tấn công lên eo đất Perekop, tổ chức quân nhảy dù chiếm eo đất Perekov, phối hợp với Cụm tác chiến ven biển từ Sevastopol đánh ra, bao vây và tiêu diệt Tập đoàn quân 11 (Đức) tại Krym. Nếu kế hoạch này được thực hiện hoàn hảo, quân đội Liên Xô sẽ có một bàn đạp rất đắc dụng để đánh vào sau lưng cánh quân phía Nam của Cụm tập đoàn quân Nam (Đức) đang tiến đến sông Đông và Bắc Kavkaz, loại trừ nguy cơ trên hướng Nam của Mặt trận Xô-Đức.

### Quân đội Đức Quốc xã

#### Binh lực
Tập đoàn quân 11 do Thống chế Erich von Manstein chỉ huy có 12 sư đoàn (Đức) và 4 sư đoàn Romania. Thành phần gồm có:
- Quân đoàn bộ binh 42 đóng tại Kerch do tướng Franz Mattenklott chỉ huy. Biên chế gồm có
  - Sư đoàn bộ binh 73;
  - Sư đoàn bộ binh 46;
  - Sư đoàn bộ binh 170;
  - Sư đoàn xe tăng 22 (từ Bắc Pháp sang tháng 3 năm 1942)
  - Sư đoàn sơn chiến Romania.
- Quân đoàn bộ binh 30 đóng ở xung quanh Simferopol và phía Đông Sevastopol do tướng Maximilian Fretter-Pico chỉ huy. Thành phần gồm có:
  - Sư đoàn bộ binh 22;
  - Sư đoàn bộ binh 28 (từ Pháp sang tháng 2 năm 1942);
  - Sư đoàn bộ binh 132;
  - Sư đoàn kỵ binh 1 Romania;
- Quân đoàn bộ binh 54 đóng quanh khu vực Sevastopol do tướng kỵ binh Erik Hansen chỉ huy. Thành phần gồm có:
  - Sư đoàn bộ binh 24;
  - Sư đoàn bộ binh 50;
  - Sư đoàn bộ binh 72;
- Quân đoàn sơn chiến Romania 1 của tướng Gheorghe Avramescu. Thành phần gồm có:
- Sư đoàn sơn chiến 1 (Romania)
- Sư đoàn kỵ binh 9 (Romania);
- Sư đoàn bộ binh 19 (Romania);
- Lữ đoàn cơ giới 5 (Romania);
- Lữ đoàn kỵ binh 8 (Romania).

Tập đoàn quân không quân 4 do trung tướng không quân Alexander Löhr chỉ huy có 6 sư đoàn không quân Đức và 2 sư đoàn không quân Romania. Tại Romania và miền Nam Liên Xô năm 1941-1942, Tập đoàn không quân này có các căn cứ tại Constanţa, Akkerman, Odessa, Nikolayev, Rostov, Novocherkassk có thể trực tiếp yểm hộ cho Tập đoàn quân 11 (Đức).
Cụm hải quân B của Liên quân Đức-Romania hoạt động tại Biển Đen do Phó đô đốc Friedrich-Wilhelm Fleischer chỉ huy gồm 1 hải đoàn pháo hạm (Đức), 2 hải đoàn phóng lôi (Đức), 3 biên đội tàu ngầm (Đức), 4 hải đoàn vận tải (hỗn hợp Đức-Romania) và 2 hải đoàn tuần duyên (Romania).

#### Kế hoạch
Tập đoàn quân 11 và Quân đoàn 42 (Đức) hoàn toàn bất ngờ trước cuộc đổ bộ và tấn công nhanh chóng của quân đội Liên Xô trong thời gian 4 ngày cuối năm 1941 và 3 ngày đầu năm 1942 tại Kerch. Một số tướng lĩnh của Cụm tập đoàn quân Nam yêu cầu nhanh chóng đánh chiếm Sevastopol trước khi cánh quân Kerch của quân đội Liên Xô tấn công đến nơi. Tuy nhiên, thống chế Erich von Manstein không nghe theo lời khuyên đó. Ông ta hiểu điều gì sẽ xảy ra nếu quân đội Liên Xô chiếm lại được eo đất Perekop. Ngày 31 tháng 12 năm 1941, bất chấp sự thúc giục của Führer, Erich von Manstein ra lệnh tạm ngừng cuộc công kích Sevastopol và điều một phần lực lượng Đức và Romania đang vây hãm Sevastopol sang hướng Kerch đồng thời đề nghị Tổng hành dinh lục quân Đức tăng viện.
Từ tháng 3 năm 1942, khi quân đội Liên Xô không vượt qua được phòng tuyến Shubino Baigodka - Karagoz Koktebl do 2 quân đoàn Đức và 2 sư đoàn Romania trấn giữ thì Erich von Manstein bắt đầu lên kế hoạch phản công. Ý tưởng phản công của Erich von Manstein là lợi dụng cánh trái của Phương diện quân Krym (Liên Xô) bị suy yếu trong các cuộc công kích nhằm nới rộng phạm vi kiểm soát phía Tây Feodosya để phản công đánh chiếm thành phố này. Sau đó tiếp tục khoét sâu vào cánh trái của Phương diện quân Krym, tiến nhanh ra eo biển Kerch, chặn đường rút lui của Phương diện quân Krym (Liên Xô) qua eo biển Kerch và bao vây, tiêu diệt phương diện quân này. Sau đó, Tập đoàn quân 11 (Đức) mới có thể quay lại thanh toán nốt Cụm tác chiến ven biển của Liên Xô tại Sevastopol.

## Diễn biến

### Các cuộc đổ bộ tại bán đảo Kerch
Đêm 24 rạng ngày 25 tháng 12 năm 1941, các tàu vận tải của các căn cứ Novorossiysk và Tuapse đã sắp xếp đầy đủ người, vũ khí và hàng hóa lên tàu. Bốn hải đoàn vận tải chở theo Sư đoàn bộ binh 157 và Lữ đoàn xe tăng 63. Hai hải đoàn vận tải còn lại chở theo sư đoàn bộ binh 404. Do phải di chuyển xa hơn đến Feodosya, họ xuất phát ngày 25 tháng 12. Tại căn cứ Apana, hai hải đoàn vận tải cũng đã sắp xếp Sư đoàn bộ binh 236 lên tàu và xuất phát đi Feodosya. Ngày 26 tháng 12, Căn cứ hải quân Taman cũng hoàn thành việc chuẩn bị chuyển quân cho sư đoàn bộ binh 302 và xuất phát vào nửa đêm. Ở ven biển Azov, ngày 25 tháng 12, Phân hạm đội Azov đã chuẩn bị xong việc di chuyển cho Sư đoàn bộ binh 224 tại căn cứ Temryuk và Lữ đoàn bộ binh sơn chiến 12 tại bến tàu Kuchugury và xuất phát ngày 26 tháng 12. Các tàu tuần dương "Krasnyi Krym", "Krasnyi Kavkaz", các tàu khu trục "Nezamozhnik", "Shaumyan", "Zheleznyakov", các pháo hạm "Adzharistan Đỏ", "Abkhazia Đỏ", "Georgia Đỏ" và Lữ đoàn tàu phóng lôi đã tạo thành các tuyến yểm hộ xen kẽ đội hình các tàu vận tải. Các tàu ngầm D-5, M51 và SS-201 đã tuần tra trên các luồng lạch dọc chuyển quân. Sư đoàn pháo binh 10 và Trung đoàn Katyusha 5 của Phương diện quân đã vào vị trí trên doi đất Chuska và điểm cao Ylich, sẵn sàng pháo kích qua eo biển Kerch.
Trước bình minh ngày 27 tháng 12 khoảng 2 giờ, các tàu của căn cứ hải quân Taman đã đổ lên bờ 13.225 quân, 47 khẩu pháo và 198 súng cối lên các khu vực Kamysh Bugun, Eltigen và Staro Karantin, trên bờ biển phía Đông Kerch. Sư đoàn 302 đã tổ chức tấn công ngay dưới sự yểm hộ của pháo binh đặt trên doi đất Chuska và mỗi trung đoàn bộ binh đã đánh chiếm một đầu cầu nhỏ. Quân đoàn 42 (Đức) báo động, tướng Franz Mattenklott điều Sư đoàn bộ binh 46 tiến ra Kamysh Bugun chặn kích. Trong ba ngày từ 27 đến 30 tháng 12, Sư đoàn bộ binh 46 (Đức) không thể đẩy được Sư đoàn bộ binh 302 xuống biển, ngược lại, Quân đội Liên Xô còn mở rộng thêm căn cứ bàn đạp Kamysh Bugun và uy hiếp phía Nam Kerch.
Đêm 27 tháng 12, các tàu vận tải của Phân hạm đội Azov đã đổ bộ 8.500 quân của Tập đoàn quân 51 lên phía Bắc Kerch. Tại mũi Zyuk ở phía Tây có 1.000 quân đổ bộ, tại mũi Khrony có 5.000 người. Cánh quân lớn nhất được đưa đến mũi Tarkhan gồm 6.000 người, 9 xe tăng hạng nhẹ T-26 và 10 khẩu pháo. Các đội đổ bộ đã nhanh chóng đánh tan các đơn vị tuần tiễu mỏng yếu của Sư đoàn sơn chiến 1 Romania, mở rộng các đầu cầu. Sáng 28 tháng 12, Sư đoàn bộ binh sơn chiến 1 Romania tổ chức phản đột kích hòng chiếm lại Ossoviny (Osovyny) nhưng các cuộc tấn công yếu ớt đều bị hỏa lực Katyusha của Trung đoàn pháo binh 5 đặt tại ilich từ bên kia eo biển bắn sang chặn đứng. Ngày 29 tháng 12, thêm 2.000 quân của Tập đoàn quân 51 đổ bộ lên các đầu cầu phía Bắc Kerch. Quân đội Liên Xô bắt đầu tổ chức tấn công. Lính Romania buộc phải lùi về Kerch, Bagerovo và Mayak Salyn.
Ngày 28 tháng 12, đòn quyết định diễn ra tại Feodosya. Sau ba ngày lênh đênh trên biển, 3 giờ sáng ngày 28 tháng 12, đội đổ bộ đầu tiên đã tiếp cận bờ biển quận Feodosya. Từ 4 giờ 30 đến 11 giờ 30 cùng ngày, 1.700 quân của Sư đoàn bộ binh 157 đã đổ bộ lên cảng Feodosya và bắt đầu tỏa ra đánh chiếm khu cảng. Các đội bảo vệ mỏng yếu của quân Romania nhanh chóng bị tiêu diệt. Lữ đoàn sơn chiến 4 (Romania) lập một vành đai quanh khu vực cảng Feodosya nhưng không thể ngăn cản quân đội Liên Xô tiếp tục đổ quân mỗi ngày một đông hơn. Đến ngày 31 tháng 12, 40.519 sĩ quan và binh sĩ Liên Xô thuộc các sư đoàn bộ binh 157, 236, Lữ đoàn hải quân đánh bộ 9 (2 tiểu đoàn) và Lữ đoàn xe tăng 63 đã đổ bộ lên khu vực Feodosya. Hạm đội Biển Đen đã bốc dỡ lên bờ 43 xe tăng, 184 khẩu pháo, 50 súng cối cùng hàng vạn tấn đạn dược, vũ khí bộ binh, trang bị, lương thực, thực phẩm. Quân đội Lien Xô nhanh chóng phát triển tấn công lên phía Bắc và sang phía Tây. Đến ngày 1 tháng 2, họ đã lần lượt đánh chiếm các thị trấn Koktebel, Karagoz, Vladislavovka và Kyet. Ba sư đoàn Đức và Romania bị cô lập tại Đông Krym, bị chia cắt khỏi chủ lực Tập đoàn quân 11 (Đức).

### Trên phòng tuyến Koktebel - Kyet

#### Chiến sự trên mặt trận tháng 1, tháng 2 năm 1942
Từ ngày 29 tháng 12 năm 1941, các sư đoàn của Tập đoàn quân 51 đã tấn công ra khắp khu vực phía Đông bán đảo Kerch và đánh chiếm cảng Kerch. Ngày 30 tháng 12, Quân đoàn bộ binh 9 (Tập đoàn quân 51) đổ quân lên cảng Kerch. Các sư đoàn bộ binh 172, 184 (Tập đoàn quân 51) và Sư đoàn bộ binh 345 (Tập đoàn quân 47) cũng đổ quân lên Eltigen và đồng loạt tấn công về phía Tây.
Ngày 31 tháng 12, thống chế Erich von Manstein ra lệnh ngừng cuộc tấn công ở Sevastopol để điều quân sang đối phó với mối đe dọa mới từ hướng Kerch. Ông ra lệnh cho tướng Franz Mattenklott phải rút quân ngay sang phía Đông. Tuy nhiên, tướng Franz Mattenklott đã bỏ Kerch lên máy bay về Simferopol từ ngày 30 tháng 12. Sư đoàn sơn chiến Romania tại Kol Taky (Zavitne) và Mareevka, phía Nam Eltigen cũng bỏ chạy về Marfovka để tránh bị bao vây. Quân đoàn bộ binh 42 (Đức) được tách thành ba cụm quân rút lui theo ba hướng. Sư đoàn bộ binh 46 (Đức) và Sư đoàn sơn chiến 1 Romania từ Marfovka rút theo đường bộ về Vladislavovka. Sư đoàn bộ binh 73 rút theo đường sắt từ Kerch về Ak Monai. Sư đoàn bộ binh 170 rút quân dọc theo bờ biển Azov về Sem Kolodezey (Lenino). Lý giải về việc giảm cường độ công kích Sevastopol và điều chủ lực Tập đoàn quân 11 sang hướng Kerch, Erich von Manstein viết:
Cuộc đổ bộ của một quân đoàn Liên Xô tại Kerch và một quân đoàn khác tại Feodosya đã tạo ra một mối đe dọa sống còn đối với Tập đoàn quân 11 khi ở đó chỉ có hai sư đoàn Đức và hai sư đoàn Romania đang tác chiến. Còn chủ lực của tập đoàn quân đã dồn cả về quanh Sevastopol— Erich von Manstein.
Ngày 1 tháng 1 năm 1942, Không quân Liên Xô tổ chức nhiều trận oanh tạc xuống các sân bay Sem Kolodezey và Vladislavovka, cắt đứt tuyến đường hàng không cuối cùng của Quân đoàn bộ binh 42 (Đức). Chiều ngày 1 tháng 1, Tập đoàn quân 44 đánh chiếm Vladislavovka, tiếp tục dồn quân Đức lên phía Bắc, đánh chiếm nhà ga Ak Monai. Ngày 2 tháng 1, một cụm quân lớn của Quân đoàn 42 gồm 5 trung đoàn của các sư đoàn bộ binh 73 và 170 bị Tập đoàn quân 44 và Tập đoàn quân 51 (Liên Xô) bao vây tại khu vực mỏ đá Ak Monai. Sang ngày 3 tháng 1, các sư đoàn bộ binh 244, 236, 302, 404 tập trung tiêu diệt các trung đoàn này. Tuy nhiên, do lực lượng bao vây mỏng và thiếu hỏa lực pháo binh yểm hộ nên quân Đức vẫn chọc thủng được phòng tuyến mới thiết lập của quân đội Liên Xô. Ngày 4 tháng 1, khi Quân đoàn bộ binh 9 (Tập đoàn quân 51) tiếp cận chiến trường thì 2 trung đoàn Đức đã thoát khỏi vòng vây qua ngả Kyet. Ba trung đoàn còn lại bị tiêu diệt và bắt sống. Ở phía Nam, Sư đoàn sơn chiến 1 (Romania) lợi dụng trận tuyến còn gián đoạn của Sư đoàn bộ binh 157 đã đột phá qua Vladislavovka, nhờ mũi đột kích của Sư đoàn kỵ binh 8 (Romania) từ Simferopol kéo ra chọc đến nhà ga Ak Monai để thoát khỏi vòng vây với những tổn thất nặng.
Từ ngày 4 đến ngày 14 tháng 1, Quân đội Liên Xô tiếp tục đổ bộ lên bán đảo Krym. Tổng cộng đã có gần 260.000 quân được đưa đến Kerch sau 110 chuyến vận tải đổ bộ. Ngày 2 tháng 1, Bộ Tổng tư lệnh tối cao Liên Xô ra Chỉ lệnh số № 170005 thành lập Phương diện quân Krym và giao nhiệm vụ cho Phương diện quân này tổ chức tấn công theo kế hoạch hành động trong năm 1942 để giải phóng Krym. Mệnh lệnh quy định Phương diện quân Krym là đơn vị chủ công tại mặt trận này, Cụm tác chiến ven biển đang phòng thủ Sevastopol phối thuộc Phương diện quân nhưng vẫn có thể chịu sự chỉ đạo trực tiếp từ STAVKA.
Ngày 5 tháng 1 năm 1942, sau khi được tăng viện Sư đoàn bộ binh 132, Quân đoàn 42 (Đức) tổ chức phản công vào cảng Feodosya. Sư đoàn bộ binh 279 vừa đổ bộ lên Feodosya đã phải bước vào giao chiến trong hành tiến. Ngày 6 tháng 1, Sư đoàn bộ binh 132 (Đức) tạm thời chiếm được khu cảng. Ngày 8 tháng 1, Phương diện quân Krym tiến hành đổ bộ Sư đoàn bộ binh 271 lên phía Đông Feodosya và tổ chức phản công, lấy lại được cảng Feodosya nhưng không đánh bật được quân Đức khỏi cứ điểm Koktebel, một bàn đạp quan trọng có khả năng khống chế khu cảng này bằng pháo binh. STAVKA lệnh cho tướng D. T. Kozlov phải yêu cầu Tập đoàn quân 44 tiếp tục phản kích để lấy lại cứ điểm quan trọng này, bảo đảm an toàn cho các tàu của Hạm đội Biển Đen ra vào cảng Feodosya. Tướng D. T. Kozlov hứa sẽ bắt đầu tấn công vào ngày 13 tháng 1.
Ngày 14 tháng 1, trong khi không quân Đức tổ chức các cuộc tấn công vào các đoàn tàu vận tải của Hạm đội Biển Đen (Liên Xô) thì các tàu ngầm Đức tấn công các chiến hạm đang yểm hộ cho các chuyến vận tải. Các chiến hạm "Hồng quân", "Tashken" và "Zyrianin" bị đánh đắm. Chiến hạm "Kavkaz Đỏ" bị thương nặng hàng chục lỗ thủng lớn và được kéo về Tuapse, sau đó phải đưa về cảng Poti để sửa chữa trong một thời gian dài. Các toán biệt kích người nhái của Hải quân Đức được các tàu ngầm phóng ra đã gây ra các vụ phá hoại tại các cảng Taman, Anapa và Novorossiysk. Mặc dù các tàu ngầm Liên Xô đã phát hiện và đánh đắm 2 tàu ngầm Đức và không quân của Hạm đội Biển Đen cũng tăng số lần xuất kích nhưng vẫn chưa thể loại trừ nguy cơ máy bay Đức tấn công các đoàn tàu vận tải. Tổn thất của các chiến hạm không chỉ ảnh hưởng nghiêm trọng đến các chuyến vận tải mà còn làm mất đi sự yểm hộ của các pháo hạm Liên Xô đối với các hoạt động quân sự trên đất liền.
Ngày 13 tháng 1, thời hạn tấn công đã đến nhưng D. T. Kozlov xin "khất" với Đại bản doanh Liên Xô cho lùi lại đến ngày 21 tháng 1 do chưa chuẩn bị đủ đạn pháo và nhiên liệu cho xe tăng. Sự chậm trễ của vị Tư lệnh Phương diện quân Krym đã đem đến một "dịp may" cho Tập đoàn quân 11 (Đức). Ngày 15 tháng 1, các sư đoàn bộ binh 46 và 50 (Đức) bất ngờ mở cuộc đột kích vào Vladislavovka. Các sư đoàn bộ binh 138 và 302 (Liên Xô) không chống đỡ nổi đã phải rút lui và để mất cả cứ điểm Koy Aksan trên con đường sắt đi Vladislavovka. Trong khi quân đội Liên Xô cố chặn mũi đột kích ở giữa mặt trận thì ngày 16 tháng 1, các sư đoàn bộ binh 28, 132 (Đức) và Lữ đoàn sơn chiến 4 (Romania) có sự yểm hộ của Lữ đoàn cơ giới Groddeka (sau này trở thành Sư đoàn cơ giới "Großdeutschland") mở cuộc tấn công thứ hai vào Feodosya. Ngay trong ngày giao chiến đầu tiên, tướng A. N. Pervushin đã bị thương nặng và phải vào bệnh viện quân y ở Daln Kamyshi điều trị. Thiếu tướng I. F. Dashichev, Tư lệnh Quân đoàn bộ binh (Tập đoàn quân 51) được bổ nhiệm thay thế nhưng đã không còn chỉ huy được quân đội. Ngày 18 tháng 1, quân Đức chiếm cảng Feodosya lần thứ hai. Mất hải cảng quan trọng này, Hạm đội Biển Đen phải sử dụng cảng Kerch ở xa mặt trận trong khi vận tải đường bộ từ Kerch ra mặt trận không thuận tiện. Cũng trong những ngày này, các sư đoàn bộ binh 73 và 170 (Đức) và Sư đoàn bộ binh 19 (Romania) đã đánh bật các sư đoàn bộ binh 271 và 320 (Liên Xô) khỏi Kyet, đẩy lùi họ về ga Tulumchak.

#### Các trận đánh trong tháng 3, tháng 4 năm 1942
Nhằm giúp Phương diện quân Krym ổn định lại phòng thủ để tiếp tục tấn công, ngày 20 tháng 1 năm 1942, STAVKA cử Chính ủy Tập đoàn quân bậc nhất (tương đương thượng tướng) L. D. Mekhlis đến phương diện quân này với tư cách là đại diện toàn quyền của Đại bản doanh. Vừa đến mặt trận, L. D. Mekhlis đã đặt vấn đề "trừng phạt" trước khi bàn đến kế hoạch phòng thủ và tấn công. Ngày 21 tháng 1, ông ta ra lệnh bắt giam tướng I. F. Dashichev và đưa ra tòa án binh về tội để mất hải cảng Feodosya. I. F. Dashichev bị xử 4 năm tù và bị tước quân hàm cùng tất cả các huân huy chương. Thiếu tướng K. F. Baronov, tư lệnh Tập đoàn quân 47 bị thương nặng trong chiến đấu cũng bị L. D. Mekhlis giáng chức làm Phó tư lệnh tập đoàn quân 51. Tướng A. N. Pervushin tạm thời chưa bị "thanh trừng" vì đang nằm viện. Đại tá tham mưu trưởng S. E. Rozhdestvensky thay ông chỉ huy Tập đoàn quân 44.[a] Để tăng cường cho Phương diện quân Krym, từ ngày 1 đến ngày 15 tháng 2, STAVKA cho đổ bộ Tập đoàn quân 47 của tướng K. S. Kolganov vừa rút từ biên giới Liên Xô-Thổ Nhĩ Kỳ về. Nó bao gồm 6 sư đoàn bộ binh, Lữ đoàn xe tăng hạng nhẹ 54 và 2 trung đoàn pháo binh.
Trong khi các cấp chỉ huy của Bộ tư lệnh Phương diện quân Krym và chỉ huy các tập đoàn quân, quân đoàn, sư đoàn tiến hành "kiểm điểm" thì quân Đức vẫn tiếp tục các chiến dịch quân sự để dần dần loại trừ mối đe dọa từ hướng Kerch. Mặc dù Tổng hành dinh quân đội Đức Quốc xã thúc ép dữ dội nhưng Erich von Manstein cho rằng chưa thể hành động quyết liệt ngay mà cần làm suy yếu dần dần Phương diện quân Krym của Liên Xô. Sau khi chiếm được Feodosya, quân Đức tích cực phong tỏa đường biển, bầu trời và tiến hành các chiến dịch nhỏ, đánh chiếm từng vị trí của quân đội Liên Xô trên phòng tuyến. Ngày 23 tháng 3, Sư đoàn bộ binh 22 (Đức) và Lữ đoàn kỵ binh 8 (Ronmania) men theo doi đất Arabat tấn công Trung đoàn pháo binh 456 (Liên Xô), đánh bật cuộc phản kích của Lữ đoàn bộ binh 12, chiếm các vị trí có lợi ở phía Bắc mỏ đá Ak Monai.
Vào lúc quân đội Liên Xô trên khắp mặt trận Kerch đang phải đối phó với sức ép ngày càng tăng của quân đội Đức Quốc xã thì tướng L. D. Mekhlis dùng quyền đại diện tối cao của STVKA tại mặt trận để tiến hành các cuộc kiểm điểm về cái gọi là "tình hình tồi tệ, xấu xí do việc không tổ chức và chỉ huy được quân đội của Bộ tư lệnh Phương diện quân Krym gây ra". Tại cuộc họp Hội đồng quân sự Phương diện quân ngày 28 tháng 2, tướng F. I. Tolbukhin, tham mưu trưởng phương diện quân cho rằng vị đại diện Đại bản doanh đã báo cáo bôi đen tình hình của Phương diện quân và yêu cầu tập trung bàn về các kế hoạch chiến dịch sắp tới. F. I. Tolbukhin cho rằng chưa thể tấn công mà cần phải phòng ngự tích cực vì Phương diện quân bị tiêu hao về người và phương tiện trong các cuộc đổ bộ và các trận đánh ác liệt trong hai tháng vừa qua. Kết quả là ngày 10 tháng 3, L. D. Mekhlis cách chức F. I. Tolbukhin và đưa tướng P. P. Veshnyi (phụ tá của L. D. Mekhlis) lên thay. F. I. Tolbukhin bị điều đi làm Phó chỉ huy khu phòng thủ Stalingrad.
Tướng P. P. Vechnyi "ra mắt" bằng cuộc tấn công vào ngày 13 tháng 3, sử dụng những lực lượng còn tương đối sung sức của Tập đoàn quân 47 đánh qua eo đất Papashky nhằm chiếm lại Kyet. Qua 5 ngày tấn công, Tập đoàn quân 47 bị tổn thất nặng nề và chỉ tiến lên dược từ 7 đến 8 km. Ngày 18 tháng 3, Tập đoàn quân 47 phải dừng tấn công. Ngày 19 tháng 3, Tập đoàn quân 51 bắt đầu tấn công trên hướng Koy Aksan, Tập đoàn quân 44 cũng được lệnh tấn công trên hướng Feodosya trong điều kiện họ bị thiếu hụt quân số nghiêm trọng. Các trận đánh "vỗ mặt" của các Tập đoàn quân Liên Xô diễn ra hết sức ác liệt trước mật độ phòng ngự ngày một tăng lên của Tập đoàn quân 11 (Đức). Ngày 26 tháng 3, Tập đoàn quân 51 phải trả một giá hết sức đắt mới chiếm lại được Koy Aksan. Trong khi đó, các đòn tấn công của Tập đoàn quân 44 quá yếu ớt đến mức nó chỉ tiến được thêm 800 mét đến 1 km sau 12 ngày tấn công. Trong các trận đánh từ 13 đến 29 tháng 3, Phương diện quân Krym bị tổn thất rất nặng về xe tăng và xe thiết giáp. Lữ đoàn thiết giáp lội nước 56 mất 88 chiếc, Lữ đoàn xe tăng 55 mất 8 chiếc, Lữ đoàn xe tăng 39 mất 23 chiếc, Lữ đoàn xe tăng 40 mất 18 chiếc, Trung đoàn xe tăng 24 mất 17 chiếc, Tiểu đoàn xe tăng độc lập 229 mất 3 chiếc.
Trong tháng 2 và tháng 3 năm 1942, Tổng hành dinh Đức Quốc xã đã tăng viện cho Tập đoàn quân 11 (Đức) Sư đoàn bộ binh 28 và Sư đoàn xe tăng 22 đều từ Pháp sang, gồm 45 chiếc Panzer II, 77 chiếc Panzer 38(t) và 20 chiếc Panzer IV. Ion Antonescu, thủ tướng Romania cũng gửi cho Thống chế Erich von Manstein Quân đoàn bộ binh 7 từ quân đội của ông ta. Không còn cách nào khác, STAVKA phải tiếp tục tăng viện dù là ít ỏi cho Phương diện quân Krym để cân bằng lực lượng. Tổng cộng đã có thêm 54 xe tăng (trong đó có 13 xe tăng hạng nhẹ T-26) được bổ sung cho các lữ đoàn xe tăng 39, 40, 56, Trung đoàn xe tăng 24 và Tiểu đoàn xe tăng độc lập 229.
Xét thấy không đủ lực lượng để tiếp tục tấn công, ngày 6 tháng 4, tướng D. T. Kozlov yêu cầu được chuyển sang phòng ngự và bố trí lại quân theo tình huống phòng ngự. Tuy nhiên, L. D. Mekhlis cho rằng D. T. Kozlov đã thoái chí và đề nghị I. S. Stalin cho thay Tư lệnh Phương diện quân bằng một người khác. Dùng quyền lực của dại diện Đại bản doanh, L. D. Mekhlis yêu cầu D. T. Kozlov tiếp tục tấn công. Ngày 15 tháng 4, một mệnh lệnh của STAVKA được gửi đến Bộ Tư lệnh Phương diện quân Krym yêu cầu chuyển sang tư thế phòng ngự và định thời hạn cho mọi việc phải hoàn tất trước ngày 30 tháng 4. Ngày 17 tháng 4, một hội nghị quân sự của các tướng lĩnh Phương diện quân Krym được tổ chức để triển khai chỉ lệnh của STAVKA và như thường lệ ở Krym đầu năm 1942, hội nghị này biến thành cuộc cãi vã vô bổ giữa L. D. Mekhlis và D. T. Kozlov về cái gọi là "nhiệm vụ tăng cường chống lại các phần tử mất tinh thần tiến công trong quân đội".
Trong khi đó thì thời gian không trôi đi một cách vô ích. Thống chế Erich von Manstein sau khi nắm trong tay các lực lượng tăng viện đã chuẩn bị cho một đòn quyết định. Ngày 28 tháng 4, Adolf Hitler đã phê chuẩn kế hoạch phản công của Tập đoàn quân 11 mang mật danh "Săn đại bàng" và cho phép Erich von Manstein được toàn quyền điều hành lực lượng hải quân Đức ở Biển Đen cũng như yêu cầu tướng Alexander Löhr yểm trợ bằng không quân bất kỳ lúc nào thấy cần thiết.

### Chiến dịch "Săn đại bàng"
Trong khi ở Phương diện quân Krym (Liên Xô) diễn ra những cuộc tranh cãi về các vấn đề vụn vặt giữa L. D. Mekhlis và D. T. Kozlov về chiến thuật bố trí phòng ngự chuyển sang phản công thì trinh sát của Tập đoàn quân 11 (Đức) đã tìm ra một chỗ yếu chí tử của Phương diện quân này. Đó là tuyến phòng ngự của Tập đoàn quân 44 (Liên Xô) ở khu vực ven biển phía Nam bán đảo Kerch. Ngoài ra, toàn bộ 10 sư đoàn bộ binh của Phương diện quân Krym đều dàn hàng ngang theo đội hình tấn công trên tổng chính diện 27 km. Chiều sâu phòng ngự rất nông, chỉ có 2 sư đoàn bộ binh và 6 lữ đoàn, tiểu đoàn độc lập đều đóng cách tiền duyên từ 3 đến 10 km. Tuyến Lũy Thổ Nhĩ Kỳ dài gần 50 km, một vị trí rất đắc địa trong phòng thủ chỉ có 1 sư đoàn bộ binh, 1 trung đoàn cơ giới và 1 tiểu đoàn kỵ binh đóng giữ.
Bộ tham mưu Tập đoàn quân 11 (Đức) đã bố trí lại lực lượng. Quân đoàn bộ binh 30 và Sư đoàn xe tăng 22 vốn được coi là lực lượng dự bị ở thê đội 2 đã được điều đến phía Bắc Feodosya. Sư đoàn bộ binh nhẹ 28 và sư đoàn 170 cũng được chuyển từ cánh trái (khu vực Kyet) sang cánh phải nhằm tăng mật độ tấn công của Quân đoàn 30. Quân đoàn bộ binh 7 (Romania) được thế vào vị trí của Sư đoàn bộ binh 28. Đến ngày 6 tháng 5, trên chiến tuyến đã có 5 sư đoàn bộ binh, 1 sư đoàn xe tăng và 1 lữ đoàn cơ giới (Đức), 3 sư đoàn và 1 lữ đoàn Romania. Trong đó, hướng ven biển phía Nam bán đảo Kerch tập trung 5 sư đoàn bộ binh và toàn bộ lực lượng xe tăng, cơ giới Đức có mặt tại hướng Kerch. Đối diện với lực lượng này, Phương diện quân Krym vẫn chiếm ưu thế về người (2:1), pháo binh (1,8:1), xe tăng (1,2:1). Quân Đức chiếm ưu thế trên không với tỷ lệ 1,7:1.
Ngày 8 tháng 5, Sư đoàn xe tăng 22 (Đức) dẫn đầu cuộc đột kích vào kẽ hở giữa Sư đoàn bộ binh 279 và Lữ đoàn bộ binh 63 (nguyên là Lữ đoàn xe tăng 63) ở phía Bắc Daln Kamyshi (Prymorskyi). Ngay trong buổi sáng ngày đầu tấn công, quân Đức đã chọc thủng phòng tuyến của quân đội Liên Xô sâu đến 8 km, đánh chiếm Daln Kamyshi ở phía Nam và Akma Yli (Batalne) ở phía Bắc. Trung đoàn pháo binh 53 (thuộc lực lượng tăng cường) đóng ở Uzun Ayak bị mất toàn bộ số pháo và phải lùi về Seitdzheut (Yuzhne). Các sư đoàn bộ binh 279, 396 (Liên Xô) bị dồn lên phía Bắc. Sư đoàn bộ binh 404 được điều ra bịt cửa mở trên hướng Seitdzheut. Chiều ngày 8 tháng 5, tướng D. T. Kozlov điều các lữ đoàn xe tăng 39 và các tiểu đoàn xe tăng độc lập 124, 126 tiến ra phản kích. Song, các đơn vị xe tăng này hoạt động không tập trung nên Sư đoàn xe tăng 22 và Lữ đoàn cơ giới "Großdeutschland" (Đức) dễ dàng bẻ gãy từng mũi phản kích. Riêng tiểu đoàn xe tăng 126 đã lao vào cuộc tử chiến và đánh lùi Sư đoàn bộ binh 132 nhưng cũng bị mất toàn bộ xe tăng. Ngày 9 tháng 5, các sư đoàn bộ binh 28 và 132 (Đức) có Lữ đoàn cơ giới "Großdeutschland" mở đường đã đánh lui sức kháng cự của Sư đoàn bộ binh 404 (Liên Xô) và tiếp tục khoét sâu "lỗ thủng" ở phía Nam bán đảo Kerch thêm 20 km về phía Tây. Sư đoàn xe tăng 22 (Đức) quay mũi lên phía Bắc, Sư đoàn bộ binh 50 tấn công lên ga Ak Monai.
Từ ngày 9 đến ngày 10 tháng 5, tướng D. T. Kozlov điều các lữ đoàn xe tăng 40, 56 và Tiểu đoàn xe tăng 229 đã suy yếu cố gắng chặn đường tiến lên phía Bắc của Sư đoàn xe tăng 22 (Đức). Trong các trận đánh ngày 9 tháng 5 tại điểm cao Syuruk Oba, Tiểu đoàn xe tăng 229 chỉ có 16 xe tăng KV đã bắn cháy 28 xe tăng Đức và chịu mất 13 chiếc KV. Nhưng không phải đơn vị xe tăng nào của Phương diện quân Krym cũng làm được như vậy. Lữ đoàn xe tăng 40 có đến 11 xe tăng KV, 6 xe tăng T-34, 25 xe tăng hạng nhẹ T60 mặc dù chiến đấu bên cạnh Trung đoàn pháo binh 77 (Tập đoàn quân 51) nhưng đã không hề có sự phối hợp hiệp đồng và đã thất bại nặng nề trước Trung đoàn xe tăng 204 (Sư đoàn xe tăng 22 - Đức). Tại điểm cao Kosh Oba, Sư đoàn bộ binh 138 (Liên Xô) cũng bị các sư đoàn bộ binh 28, 50 (Đức) bao vây và đánh thiệt hại nặng. Mất hai điểm cao quan trọng ở Syuruk Oba và Kosh Oba, cánh Bắc của Phương diện quân Krym có nguy cơ bị hợp vây. Ngày 11 tháng 5, thêm một thiệt hại lớn đến với Quân đội Liên Xô. Trong trận ném bom dữ dội của không quân Đức vào Sở chỉ huy Tập đoàn quân 51 trên núi Koncha, tướng V. N. Lvov, tư lệnh Tập đoàn quân đã tử trận. Đại tá I. D. Kotov, tham mưu trưởng Tập đoàn quân 51 tạm thời thay ông.
Qua báo cáo của Tư lệnh Phương diện quân Krym D. T Kozlov, Bộ Tổng tham mưu quân đội Liên Xô đã sớm nhận thấy ý đồ dùng đòn vu hồi từ hướng Biển Đen để hợp vây các tập đoàn quân 47 và 51 (Liên Xô) ở phía bắc bán đảo Kerch trong khu vực Ak Monai - Astaban và báo cáo khẩn cấp lên I. V. Stalin. Ngày 9 tháng 5, Tổng tham mưu trưởng G. K. Zhukov thay mặt Đại bản doanh đã ký điện khẩn số 170514 gửi Bộ tư lệnh Phương diện quân Krym yêu cầu rút quân ngay về tuyến Lũy Thổ Nhĩ Kỳ để tổ chức phòng thủ nhưng L. D. Mekhlis phớt lờ lệnh này và yêu cầu tướng D. T. Kozlov buộc các tập đoàn quân phải "giữ vững trận địa đang chiếm lĩnh".
Quân Đức cố ý giữ cho mặt trận đối diện với Tập đoàn quân 47 của tướng K. S. Kolganov yên tĩnh trong ba ngày để chờ đợi cánh quân của Sư đoàn xe tăng 22 cắt đứt con đường sắt Vladislavovka - Kerch. Ngày 11 tháng 5, khi Sư đoàn xe tăng 22 (Đức) đã băm nát hậu cứ của Tập đoàn quân 51 (Liên Xô) tại khu vực Ak Monai và bắt đầu đột kích lên phía Bắc thì Sư đoàn bộ binh 46 (Đức) và Quân đoàn bộ binh 7 (Romania) mới phát động tấn công. Trước nguy cơ bị bao vây, tướng K. S. Kolganov buộc phải rút quân về phía Tây. Trên cánh Nam, các sư đoàn bộ binh 132 và 170 (Đức) đã dồn Tập đoàn quân 44 (Liên Xô) lúc này đã rất suy yếu về tuyến Lũy Thổ Nhĩ Kỳ. Đến lúc này, tướng D. T. Kozlov mới nghĩ đến việc thiết lập tuyến phòng thủ tại Lũy Thổ Nhĩ Kỳ nhưng quân Đức đã đi trước một bước. Ngày 12 tháng 5, Sư đoàn xe tăng 22 và Quân đoàn bộ binh 42 (Đức) đổi hướng về phía Đông, tiến dọc đường sắt, đánh chiếm Agibel (Luhove) và tiến rất nhanh về Leninske. Sư đoàn bộ binh 390 và Tiểu đoàn kỵ binh 72 phải yểm hộ Bộ tư lệnh Phương diện quân Krym rút về Kerch. Liên lạc giữa D. T. Kozlov và các tập đoàn quân hoàn toàn bị gián đoạn. Ở phía Nam, Quân đoàn 30 có Lữ đoàn cơ giới "Großdeutschland" mở đường tiếp tục đẩy lùi Tập đoàn quân 44, đánh chiến Chaltemir và lao đến Lũy Thổ Nhĩ Kỳ. Ở cánh Bắc, Tập đoàn quân 47 (Liên Xô) vừa đánh, vừa lùi dần về Kiyat rồi Sem Kolodezey trong khi bị liên quân Đức-Romania liên tục dồn ép và tập kích.
Ngày 12 tháng 5, các sư đoàn bộ binh 143, 156 và 396 cùng các tiểu đoàn xe tăng 124, 126 cố giữ tuyến Lũy Thổ Nhĩ Kỳ để 7 sư đoàn bộ binh còn lại của các tập đoàn quân 47 và 51 rút qua. Ngày 13 tháng 5, 6 sư đoàn Đức và 2 sư đoàn Romania đã phá vỡ tuyến phòng thủ mỏng yếu của quân đội Liên Xô trên tuyến Lũy Thổ Nhĩ Kỳ và bắt đầu dồn các sư đoàn còn lại của Phương diện quân Krym về Mỏm Kerch. Hạm đội Biển Đen được báo động khẩn cấp, hàng trăm tàu bè được gửi đến Kerch để hỗ trợ cho cuộc rút quân. Từ ngày 14 đến ngày 18 tháng 5, Hạm đội Biển Đen đã thực hiện hàng trăm chuyến vận tải từ cảng Kerch và mũi Yenikale, chuyên chở hơn 130.000 sĩ quan và binh sĩ còn lại của Phương diện quân Krym thoát sang bán đảo Taman.
Ngày 20 tháng 5, những toán quân cuối cùng của Phương diện quân Krym đã lên tàu của Hạm đội Biển Đen tại mũi Yenikale và sơ tán sang Taman trong làn đạn bắn đuổi theo của pháo binh Đức. Tuy nhiên không phải tất cả quân số còn lại của Phương diện quân Krym đều đi thoát. Vẫn còn lại từ 10.000 đến 15.000 quân Liên Xô thuộc các sư đoàn bộ binh, các trung đoàn, tiểu đoàn pháo binh, kỵ binh cùng gần nửa quân số của Trung đoàn 276 NKVD, những người lãnh trách nhiệm cản hậu cho đại quân rút lui đã bị kẹt lại tại khu mỏ đá Adzhimushkay. Tại đây, họ đã tiếp tục chiến đấu đến người cuối cùng và chỉ chịu chấm dứt kháng cự ngày 30 tháng 10 năm 1942 khi không còn một viên đạn.

## Kết quả, đánh giá và ảnh hưởng

### Kết quả

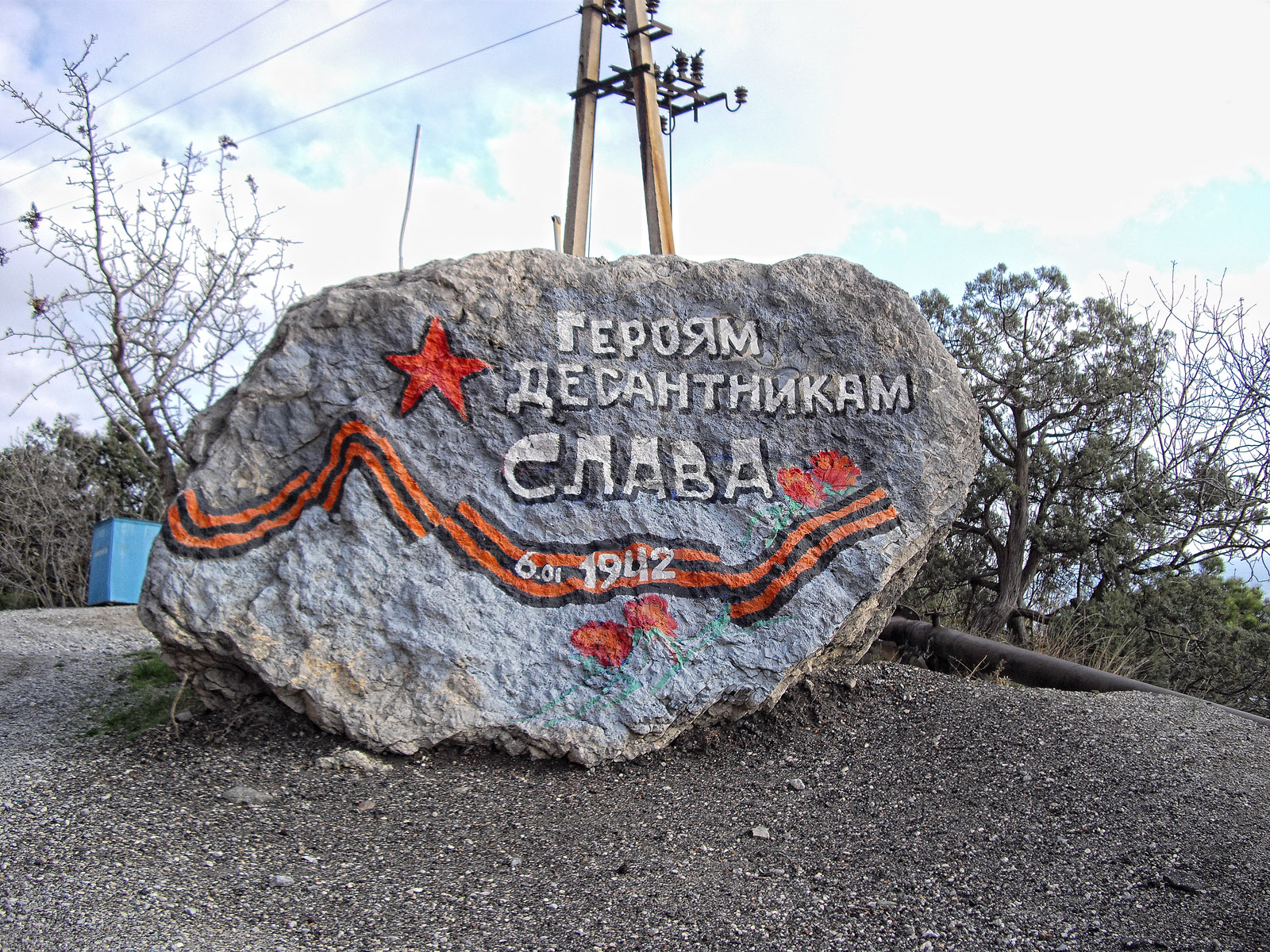
Tảng đá kỷ niệm cuộc đổ bộ của Hải quân đánh bộ Hạm đội Biển Đen (Liên Xô) lên Sudak ngày 6 tháng 1 năm 1942

Theo Grigori Krivosheev, thiệt hại của quân đội Liên Xô lên đến 161.890 người chết, mất tích và bị bắt, 75.747 người bị thương; trong đó, có 32.453 người chết, mất tích và 9.482 người bị thương trong các cuộc đổ bộ từ ngày 28 tháng 12 năm 1941 đến ngày 2 tháng 1 năm 1942. Người Đức tuyên bố trong chiến dịch này, họ tiêu diệt, bắt sống và làm bị thương 170.000 quân Liên Xô nhưng con số này còn bao gồm cả các thường dân mà quân Đức gọi là các phần tử du kích. Theo Robert Forcyzk, Quân đội Liên Xô mất 162.282 người chết, bị bắt, mất tích và bị thương; 116.045 người đã rút sang Taman và các căn cứ hải quân khác bằng đường biển.
Theo các báo cáo lưu trữ quốc gia Đức, từ tháng 12 năm 1941 đến tháng 5 năm 1942, Quân đội Đức Quốc xã tại Krym tổn thất 10.934 người chết và mất tích, 31.511 người bị thương; quân Romania có 6.736 người chết và mất tích, 8.213 người bị thương (bao gồm cả chiến dịch tảo thanh Adzhimushkay); không rõ quân số bị bắt làm tù binh. Tướng Franz Halder, Tổng tham mưu trưởng quân đội Đức Quốc xã cho biết sau chiến dịch này, Tập đoàn quân 11 (Đức) đã phải xin tăng viện 60.000 quân nhưng chỉ được đáp ứng 30.000 quân.
Tập đoàn quân 11 (Đức) chiếm lại toàn bộ bán đảo Kerch.

### Đánh giá

#### Quân đội Liên Xô
Điểm mạnh 
Chiến dịch đổ bộ lên bán đảo Kerch là một hành động quân sự được chuẩn bị khá chu đáo với những mục tiêu có tính chiến lược cũng như có tính khả thi cao. Chỉ trong một tuần, Phương diện quân Krym (Liên Xô) đã làm chủ bán đảo Kerch và cùng với Cụm tác chiến ven biển ở Sevastopol tạo thế phân tán Tập đoàn quân 11 (Đức), buộc tập đoàn quân này phải giao chiến trên hai hướng ngược chiều nhau. Chiến dịch đổ bộ và đánh chiếm bán đảo Kerch đã làm thất bại mục tiêu nhanh chóng đánh chiến quân cảng quan trọng Sevastopol của quân đội Đức Quốc xã, qua đó làm thấy bại ý đồ đánh nhanh thắng nhanh của họ, buộc quân đội Đức Quốc xã phải lâm vào một cuộc chiến giằng co, tốn kém.
Sự phối hợp giữa Phương diện quân Krym với Hạm đội Biển Đen và Phân hạm đội Azov tương đối ăn khớp trong giai đoạn đầu của chiến dịch. Các tàu chiến và tàu vận tải được huy động đầy đủ, bảo vệ khá chu đáo và được không quân của Phương diện quân Krym và Không quân của hạm đội yểm hộ tích cực. Trừ ba tàu vận tải nhỏ dưới 2.000 tấn bị đánh đắm trên đường hành quân, các tàu vận tải đều cập cảng và đổ quân theo đúng kế hoạch. Những hành động quyết liệt và mau lẹ trong quá trình đổ bộ đã làm cho chiến dịch phát triển thuận lợi và quân đội Liên Xô chiếm được bán đảo Kerch một cách nhanh chóng, bất chấp những khó khăn về thời tiết thất thường trên Biển Đen vào mùa Đông.
 Điểm yếu 
Nhược điểm lớn nhất dẫn đến cuộc bại trận thảm họa vào cuối chiến dịch phải kể đến vai trò của Chính ủy tập đoàn quân bậc 1 L. D. Mekhlis, Thứ trưởng Bộ dân ủy quốc phòng, Chủ nhiệm Tổng cục chính trị Hồng quân, Đại diện của Đại bản doanh tại Phương diện quân Krym. Phương pháp chỉ huy của ông này đã được đánh giá tại Hội nghị quân sự cấp cao tháng 5 năm 1942 của Đại bản doanh Liên Xô là quan liêu, giấy tờ, hình thức chủ nghĩa, kiêu ngạo và bất tuân thượng lệnh. Khi đánh giá Tư lệnh phương diện quân D. T. Kozlov thì L. D. Mekhlis không tiếc lời chê bai ông này là con người "tẻ nhạt", "lười thâm nhập thực tế", "không quan tâm đến hoạt động quân sự", "thường truy vấn quân nhân để trừng phạt", "tự cho mình có thẩm quyền quyết định mọi chuyện" và hơn nữa là "một kẻ nói dối nguy hiểm" và yêu cầu I. V. Stalin thay người khác làm tư lệnh. Những động thái đó của L. D. Mekhlis đã có tác hại to lớn đến việc chỉ huy quân đội khi hai vị đứng đầu Phương diện quân Krym tập trung để đánh nhau nhiều hơn là đánh địch.[b]
Bộ Tổng tư lệnh Liên Xô đã vạch rõ sai lầm của các chỉ huy cao nhất của Phương diện quân: L. D. Mekhlis và D. T. Kozlov là họ đã hai lần chậm trễ. Lần thứ nhất, họ đã không chấp hành mệnh lệnh tổ chức tấn công đấu tháng 3 năm 1942, để cho quân Đức có thêm thời gian hồi sức, nhận tiếp viện và phản công trước. Lần thứ hai là khi quân Đức phản công và đe dọa bao vây các Tập đoàn quân 47 và 51, họ đã chậm trễ mất hai ngày, không ra lệnh rút quân. Đến khi phải rút quân thì đã không còn nắm được các đơn vị. Cuộc rút quân diễn ra hỗn loạn, vô tổ chức khiến quân đội bị thiệt hại nặng nề. Bộ Tổng tư lệnh Liên Xô cũng chỉ ra sự thụ động của hai vị tư lệnh này khi trinh sát của Phương diện quân Krym và mạng lưới tình báo quân sự Liên Xô ở Krym đã nắm được kế hoạch tấn công và thông báo cả ngày giờ quân Đức tấn công nhưng cả hai vị chỉ huy Phương diện quân đều không áp dụng các biện pháp thích đáng để đối phó.
Bộ Tổng tham mưu Liên Xô cũng nghiêm khắc chỉ ra sự thiếu hiểu biết về bản chất chiến tranh hiện đại của L. D. Mekhlis, D. T. Kozlov và các tư lệnh tập đoàn quân khi họ rải quân làm một tuyến, bất chấp địa hình trống trải; không bố trí phòng ngự theo chiều sâu, không bố trí thê đội hai và thê đội ba đủ mạnh ở các tuyến phòng thủ phía trong. Các tư lệnh Phương diện quân, tập đoàn quân bố trí sở chỉ huy quá lộ liễu, không ngụy trang kín đáo, không có phương án dự phòng cho sở chỉ huy dự bị nên khi bị không quân Đức oanh tạc, phá hủy các tuyến thông tin thì không còn chỉ huy được các đơn vị dưới quyền. Mặc dù được trang bị các máy liên lạc vô tuyến điện nhưng Bộ Tư lệnh Phương diện quân đã không sử dụng nó để thay thế phương tiện liên lạc hữu tuyến đã bị hỏng.
Riêng sai lầm của L. D. Mekhlis còn trầm trọng hơn khi ông này, trong một bức điện dài dòng gửi I. V. Stalin đã có ý đổ mọi tội lỗi cho tư lệnh Phương diện quân D. T. Kozlov và các tư lệnh Tập đoàn quân. Tuy nhiên, thái độ trốn tránh trách nhiệm của L. D. Mekhlis đã không thể qua mắt Tổng tư lệnh tối cao. I. V. Stalin đã trả lời ông ta rằng đó là một thái độ tuy tiện lợi nhưng hết sức thối tha, vô trách nhiệm. Trả lời cho việc đòi hỏi thay thế D. T. Kozlov, I. V. Stalin mỉa mai:
| “               | Đồng chí đòi hỏi chúng tôi phải thay thế D. T. Kozlov bằng một người nào đó loại như Hindenburg? Nhưng đồng chí không thể không biết rằng chúng ta không có những Hindenburg như thế trong lực lượng dự trữ. Công việc của đồng chí ở Krym không quá phức tạp và đồng chí có thể tự cáng đáng được. Nếu như đồng chí sử dụng máy bay cường kích không phải để làm những việc thứ yếu mà để chống lại xe tăng và sinh lực địch thì địch không thể chọc thủng nổi mặt trận và xe tăng của chúng không thể tiến qua được. Đã ngồi ở Phương diện quân Krym hơn hai tháng rồi thì không cần phải là Hindenburg mới hiểu vấn đề đơn giản này | ” |
| — I. V. Stalin, | |   |

Kết luận tại phiên họp cuối cùng của Hội nghị quân sự Hồng quân tháng 5 năm 1942 được thể hiện trong Chỉ thị số 155-452 của Đại bản doanh quân đội Liên Xô, nhan đề "Về những nguyên nhân thất bại của Phương diện quân Krym trong chiến dịch Kerch" cũng vạch rõ một sai lầm khác của L. D. Mekhlis và D. T. Kozlov:
Các đồng chí Mekhlis và Kozlov tưởng rằng nhiệm vụ của họ chỉ là ra mệnh lệnh và ra mệnh lệnh xong là nhiệm vụ chỉ huy quân đội đã hoàn thành. Họ không hiểu rằng ra mệnh lệnh mới chỉ là bước đầu của công việc và nhiệm vụ chính của người chỉ huy là phải bảo đảm việc thi hành mệnh lệnh, là phổ biến mệnh lệnh đến các đơn vị, là tổ chức giúp đỡ và kiểm tra các đơn vị thi hành mệnh lệnh. Việc phân tích tiến trình chiến dịch đã chứng tỏ rằng Bộ tư lệnh Phương diện quân đã ra lệnh mà không chú ý đến tình huống ở mặt trận, không nắm rõ thực trạng ở các đơn vị. Thậm chí không bảo đảm phân phát các mệnh lệnh đến các tập đoàn quân. Ngay cả mệnh lệnh sử dụng Tập đoàn quân 51 để yểm hộ cho cả Phương diện quân lui về tuyến Lũy Thổ Nhĩ Kỳ cũng không được truyền đạt đến tư lệnh Tập đoàn quân. Trong những ngày nguy cấp của chiến dịch, Bộ tư lệnh Phương diện quân và cá nhân đồng chí Mekhlis đáng lẽ phải đích thân xuống các tập đoàn quân để giúp đỡ họ và tác động đến tiến trình chiến dịch thì lại lãng phí thời gian vào những cuộc họp kéo dài vô ích của Hội đồng quân sự.
Ngoài ra, Bộ tư lệnh Phương diện quân Krym đã không có biện pháp nào để tăng cường cho Tập đoàn quân 44 mặc dù họ thừa biết rằng nó đã suy yếu rất nhiều qua mấy trận đánh giành giật cảng Feodosya với cánh trái của Tập đoàn quân 11 (Đức). Tất cả những nguyên nhân yếu kém về chỉ đạo tác chiến đã làm cho Phương diện quân Krym vốn chiếm ưu thế so với Tập đoàn quân 11 (Đức) đã bại trận và làm nên thảm họa thứ hai của quân đội Liên Xô trên mặt trận Xô-Đức nửa đầu năm 1942.

#### Quân đội Đức Quốc xã
Điểm mạnh 
Tập đoàn quân 11 (Đức) tuy không chiếm ưu thế về quân số và phương tiện nhưng đã biết khai thác những chỗ yếu của Phương diện quân Krym để tiến hành thành công chiến dịch "Săn đại bàng", chiếm lại bán đảo Kerch. Khi bị quân đội Liên Xô đột kích đánh chiếm bán đảo, nếu Tập đoàn quân 11 tập trung sang phía Đông để phản kích quyết liệt ngay thì họ sẽ rơi vào "cái bẫy" khi để hở hướng Perekop. Cụm quân ven biển (Liên Xô) từ Sevastopol có thể phản kích lên phía Bắc, phối hợp với Tập đoàn quân 47 (Liên Xô) cùng tiến lên Perekop, đánh vào sau lưng các quân đoàn Đức đã dồn sang phía Đông và khóa chặt "cầu tàu" Perekop. Trong quá trình chiến dịch, khi phát hiện toán quân đổ bộ đường không Liên Xô nhảy dù xuống khu vực phía Bắc Ak Monai, Erich von Manstein đã phát hiện ra hướng tiến quân thứ hai đến Perekop của Phương diện quân Krym và đã điều đến đây các sư đoàn Romania rút ra từ phía Nam Sevastopol để loại trừ nguy cơ này.
Erich von Manstein cũng chờ đợi cho đến khi có đủ quân tăng cường mạnh đến tiếp viện mới tổ chức phản công. Cho dù thời gian bị chậm trễ so với yêu cầu nhưng đó là cách đảm bảo cho Tập đoàn quân 11 (Đức) không bị sa vào các trận đánh có tính địa phương mà chỉ cần giữ vững tuyến mặt trận từ Koktebel đến Kyet đến khi có đủ lực lượng để phản công. Riêng việc sớm chiếm lại cảng Feodosya là một quyết định đúng đắn của Erich von Manstein. Mất bến cảng này, quân đội Liên Xô phải sử dụng cảng Kerch tuy thuận lợi về cự ly nhưng lại là cảng nông, khó tiếp nhận các tàu vận tải lớn. Cùng với việc sớm chiếm lại cảng Feodosya, không quân Đức đã tăng cường oanh tạc các tuyến đường sắt và đường bộ từ Kerch sang phía Đông, gây nhiều khó khăn cho hoạt động tiếp tế, hậu cần của quân đội Liên Xô. Tuy có lực lượng tàu nổi yếu hơn nhưng không quân và tàu ngầm Đức đã gần như làm thay hải quân hạm tàu trong nhiệm vụ phong tỏa đường biển, gây nhiều thiệt hại cho Hạm đội Biển Đen (Liên Xô).
Cuối cùng, Erich von Manstein qua các hoạt động quân báo và nhận định của bản thân, đã phát hiện ra cánh trái bị yếu của Phương diện quân Krym trong những cố gắng dồn quân cho cánh phải của họ để tiến ra Perekop theo kế hoạch tác chiến. Sư đoàn xe tăng 22 và Sư đoàn bộ binh 28 được tăng viện từ Pháp và sư đoàn 170 được rút từ cánh Bắc xuống phía Nam đã tạo nên ưu thế vượt trội của Tập đoàn quân 11 (Đức) trên địa đoạn Đông Bắc Feodosya, giúp cho cuộc đột kích diễn ra thuận lợi và nhanh chóng uy hiếp toàn bộ chủ lực Phương diện quân Krym (Liên Xô) đang bố trí áp sát phòng tuyến, đẩy các Tập đoàn quân 47, 51 (Liên Xô) vào nguy cơ bị bao vây và buộc họ phải rút lui. Đòn đột kích mạnh bằng xe tăng và cơ giới của Tập đoàn quân 11 (Đức) vào chỗ hiểm yếu nhất của Phương diện quân Krym đã đẩy Phương diện quân này sớm rơi vào tình trạng vỡ trận.
 Điểm yếu 
Trong giai đoạn đầu của chiến dịch, Tập đoàn quân 11 (Đức) hoàn toàn bị bất ngờ trước cuộc đổ bộ mau lẹ và nhanh chóng phát huy sức mạnh ra khắp bán đảo Kerch của quân đội Liên Xô. Bất ngờ lớn hơn cho quân đội Đức Quốc xã là đã để mất cảng Feodosya quá nhanh chóng khi họ chỉ bố trí tại đây những đội cảnh binh và kỵ binh Romania mỏng yếu. Chiếm được hải cảng này, Tập đoàn quân 44 nhanh chóng đổ thêm quân tấn công lên phía Bắc, cắt đôi mặt trận Krym của Tập đoàn quân 11 và cô lập Quân đoàn bộ binh 42 (Đức) ở phía Đông Kerch. Nếu không có sự chậm trễ trong việc tổ chức đổ bộ của Tập đoàn quân 47 (Liên Xô) thì Quân đoàn 42 (Đức) có thể đã bị bao vây và tiêu diệt tại Kerch.
Cụm tập đoàn quân Nam (Đức) tỏ ra không coi trọng mặt trận Krym so với các mặt trận khác. Họ nghĩ đơn giản rằng đây chỉ là một địa bàn có ảnh hưởng ở Biển Đen về phương diện hải quân và là một "ngõ cụt quân sự" đối với lục quân. Vì vậy, đến cuối giai đoạn 2 của chiến dịch "Săn đại bàng", Bộ tư lệnh Cụm tập đoàn quân Nam (Đức) đã kiên quyết yêu cầu Erich von Manstein phải "trả lại" Sư đoàn xe tăng 22 cho Tập đoàn quân xe tăng 1, khiến cho Tập đoàn quân 11 không đủ lực lượng đột kích để nhanh chóng đánh chiếm cảng Kerch, bao vây và tiêu diệt Phương diện quân Krym (Liên Xô). Trong khi đó, đây lại là một hướng tiến công thứ hai rất lợi hại đánh vào sau lưng các tập đoàn quân Liên Xô đang phòng thủ trên hướng Volga - Don. Mãi đến nửa cuối năm 1942, Tập đoàn quân 17 (Đức) mới thực hiện được ý đồ này.

### Ảnh hưởng
Về quân sự 
Cùng với thất bại ở Chiến dịch Barvenkovo-Lozovaya, thất bại ở Kerch là một trong hai thất bại nặng nề nhất của quân đội Liên Xô đầu mùa hè năm 1942. Nếu như thất bại của Phương diện quân Tây Nam là sự khởi đầu cho những đòn tổng tấn công mùa hè năm 1942 của quân đội Đức Quốc xã trên toàn bộ cánh Nam mặt trận Xô-Đức thì thất bại của Phương diện quân Krym đã đưa đến hậu quả ảnh hưởng nghiêm trọng đến hoạt động của Hạm đội Biển Đen và đẩy Cụm tác chiến ven biển (Liên Xô) đang phòng thủ Sevastopol vào thế bị bao vây đơn độc, không còn sự hỗ trợ trên bộ. Sau khi làm chủ bán đảo Kerch, Tập đoàn quân 11 (Đức) đã dồn toàn lực về Sevastopol và đánh chiếm thành phố cảng này 2 tháng sau đó.
Sau khi đánh chiếm Kerch và Sevastopol. Tập đoàn quân 11 (Đức) không còn đủ lực lượng tiếp tục tấn công sang Taman để tiến vào Kavkaz mà phải ở lại Krym. Thay thế nó trong nhiệm vụ tiếp theo là Tập đoàn quân 17 thuộc Cụm tập đoàn quân A. Đến ngày 5 tháng 8, Tập đoàn quân này được đưa về lực lượng dự bị của OKH và "nằm" lại tại đó đến đầu năm 1945 mới được tái lập. Mặc dù không thể sử dụng Tập đoàn quân 11 (Đức) trên các hướng khác ở Mặt trận phía Đông nhưng đến ngày 21 tháng 11 năm 1942, bộ khung của nó được sử dụng để thành lập Cụm tập đoàn quân sông Đông trong những nỗ lực để giải vây cho Tập đoàn quân 6 (Đức) ở Stalingrad. Tướng Erich von Manstein được phong hàm thống chế và được điều đến Cụm tập đoàn quân Bắc trong vai trò phó chỉ huy cho thống chế Georg von Küchler cho đến khi được Hitler gọi về để giao chức vụ Tư lệnh Tập đoàn quân Sông Đông.
Sau chiến dịch thất bại, L. D. Mekhlis bị kỷ luật giáng hai cấp bậc hàm xuống Chính ủy Quân đoàn bậc 1 (tương đương thiếu tướng), bị cách chức Thứ trưởng Bộ dân ủy quốc phòng, cách chức Chủ nhiệm Tổng cục chính trị của Hồng quân, bị đưa ra khỏi Đại bản doanh và điều đi làm Ủy viên hội đồng quân sự Tập đoàn quân 6.[c] Tướng D. T. Kozlov bị cách chức Tư lệnh phương diện quân và sau 4 tháng hầu tra, ông được điều đi làm tư lệnh Tập đoàn quân 24. Thiếu tướng S. I. Chernyak bị giáng cấp hàm xuống đại tá và điều về Bộ Tổng tham mưu để "sử dụng vào những công việc ít phức tạp". Thiếu tướng K. S. Kolganov cũng bị giáng cấp hàm xuống Đại tá và được điều đi làm Phó trưởng phòng tác chiến Phương diện quân Bryansk.
Phương diện quân Krym bị giải thể và không còn được tái lập. Ngày 20 tháng 5 năm 1942, trên cơ sở các đơn vị còn quân số còn lại, kết hợp với một số sư đoàn của Bộ chỉ huy quân sự Stavropol và Krasnodar, STAVKA thành lập Phương diện quân Bắc Kavkaz. Nguyên soái S. M. Budionyi được chỉ định làm tư lệnh Phương diện quân.
Thất bại của Phương diện quân Krym còn ảnh hưởng nặng nề đến Phân hạm đội Azov. Sau khi chiếm được Kerch, pháo binh bờ biển của quân đội Đức Quốc xã đã khống chế eo biển Kerch, chia cắt hoạt động phối hợp giữa Hạm đội Biển đen và Phân hạm đội Azov một thời gian dài sau đó.
 Về chính trị 
Thất bại của Phương diện quân Krym đã làm cho Thổ Nhĩ Kỳ (nước có lịch sử tranh chấp khu vực Biển Đen với Nga hay Liên Xô) tỏ thái độ căng thẳng hơn hơn với Liên Xô. Thổ Nhĩ Kỳ cho phép các tàu chiến Đức (kể cả tàu ngầm) được tự do ra vào Biển Đen qua các eo biển Dardanéllia và Bosporus. Các tàu chở hàng quân sự của Đức được ra vào cảng Istanbul để tiếp liệu. Thổ Nhĩ Kỳ cũng đẩy mạnh xuất khẩu quặng Crom cho Đức. Quân đội Thổ Nhĩ Kỳ trên biến giới Thổ Nhĩ Kỳ-Armenia, Thổ Nhĩ Kỳ-Gruzia và Thổ Nhĩ Kỳ-Azerbaijan (qua tỉnh Nakhichevan) được nâng cấp sẵn sàng chiến đấu.
Thắng lợi của Tập đoàn quân 11 tại Kerch cũng làm Romania tin tưởng ở Hitler hơn và làm cho quan hệ Đức-Romania khăng khít hơn. Thủ tướng chính phủ Romania thân Đức Ion Antonescu gửi thêm 2 tập đoàn quân và không quân tham chiến bên cạnh Đức Quốc xã và dính líu ngày càng sâu hơn vào các hoạt động quân sự trên Mặt trận Xô-Đức. Tại châu Âu, các thế lực phong kiến Kavkaz chống Xô Viết lưu vong do cựu bá tước Sultan Ghirey và tướng Scuro đứng đầu bắt đầu tính đến chuyện trở lại Kavkaz dưới lá cờ Đức Quốc xã.
 Về công trình giao thông quân sự 
Sau khi quân Đức chiếm được bán đảo Kerch và toàn bộ Krym; đầu năm 1943, kiến trúc sư Albert Speer, Bộ trưởng Bộ công nghiệp quân sự và vũ khí của Đế chế thứ ba đã đến thăm Krym và mũi Kerch. Tại đây, Albert Speer đưa ra ý tưởng xây dựng một cây cầu nối bán đảo Kerch của Krym với bán đảo Taman từ mũi Yenikale đến doi đất Chushka. Theo giới quân sự Đức đánh giá, cây cầu này sẽ tạo điều kiện thuận lợi cho quân Đức chuyển quân sang Bắc Kavkaz nhanh chóng hơn là đi đường vòng qua phía Bắc biển Azov và có ý nghĩa lớn về kinh tế và quân sự nếu quân Đức đánh chiếm được vùng Kavkaz. Tuy nhiên, khi đồ án xây dựng vừa hoàn thành thì quân Đức thua trận ở Bắc Kavkaz và sau đó, Tập đoàn quân 17 (Đức) phải bỏ Krym tháo chạy vào mùa hè năm 1944. Sau đó, cây cầu được Liên Xô xây dựng, hoàn thành tháng 11 năm 1944 sau 6 tháng rưỡi nhưng chỉ tồn tại được ba tháng và bị sụp đổ vì băng trôi. Hiện nay, dự án đang được Nga và Ukraina tái khởi động.